# MBC 뉴스투데이 대전·세종·충남
《MBC 뉴스투데이 대전·세종·충남》은 대전MBC TV에서 매주 평일 오전 7시 20분에 방송 중인 대전 세종 충남 지역 아침 종합 뉴스 프로그램이다.

## 개요
대전MBC 뉴스투데이로 읽는다.

## 앵커
| 대수 | 진행자 | 진행자 | 진행 기간                          | 비고  |
| 대수 | 남성   | 여성   | 진행 기간                          | 비고  |
| ---- | ------ | ------ | ---------------------------------- | ----- |
| 1대  | 임세혁 | 유지은 | 일자 미상 ~ 2018년 8월 3일         |       |
| 2대  | 남유식 | 조민경 | 2018년 8월 6일 ~ 2019년 9월 6일    |       |
| 6대  | 황성원 | 조민경 | 2019년 9월 9일 ~ 2021년 9월 10일   |       |
| 4대  | 김경섭 | 유지은 | 2021년 9월 13일 ~ 일자 미상        |       |
| 5대  | 임세혁 | 유지은 | 일자 미상 ~ 2023년 6월 9일         | [ 1 ] |
| 6대  | 빈칸   | 유지은 | 2023년 6월 12일 ~ 2024년 10월 25일 | [ 2 ] |
| 7대  | 임세혁 | 빈칸   | 2024년 10월 28일 ~ 2025년 3월 20일 |       |
| 임시 | 빈칸   | 유지은 | 2025년 3월 21일                    |       |
| 8대  | 빈칸   | 한주희 | 2025년 3월 24일 ~ 현재             |       |

## 경쟁 프로그램
- KBS 뉴스광장 대전·세종·충남 (KBS 대전 1TV)
- TJB 아침뉴스 (TJB TV)